# 江石溪
江石溪（1870年8月19日—1933年9月22日），原名江绍岳，又名江汉，清朝安徽省宁国府旌德县白地镇江村人，生于江都县，第三代中华人民共和国最高领导人江泽民的祖父。早年曾赴皖南徽州府（其寄籍徽州府婺源）应试秀才，后至江苏省江都县丁沟镇学习中医。1933年9月22日病故于扬州，葬江都县仙女庙之郊。

## 家族
- 父：江振鑫
- 妻：范氏（1873年－1956年，扬州市广陵区头桥镇安帖村人）
- 子女：江世俊（冠千）、江世杰（早夭）、江世豪（早夭）、江世英、江世雄（慕陶）、江世侯（上青）、江世伯（树峰）
- 孙辈：江泽（蛰）君、江泽民、江泽宽、江泽南（泽兰）、江泽群、江乔生（早夭）、江庆生、江泽玲、江泽慧、江泽中（执中）、江磐